# 下平幸男
下平 幸男（しもだいら  ゆきお、1924年11月16日 - 1993年5月25日）は、将棋棋士、八段。渡辺東一名誉九段門下。棋士番号は50。東京府東京市（現：東京都新宿区）の生まれ。

## 棋歴
1948年、初参加の順位戦（第3期）において予選リーグで3勝無敗の成績を収めて昇級を決め、四段から六段に飛び昇段。
1956年度、第1回東京新聞社杯高松宮賞争奪将棋選手権戦で高松宮賞を獲得。
1957年度、第1回日本一杯争奪戦で優勝。
第12期（1957年度）B級2組順位戦において9勝2敗で2位となり、B級1組へ昇級するとともに七段に昇段。その後いったん降級するも、第16期（1961年度）B級2組順位戦で9勝3敗の2位となりB級1組へ復帰。さらに翌年度、第17期（1962年度）B級1組順位戦では五十嵐豊一とA級昇級の2番手争いをし、ともに最終局で勝ち9勝4敗の同星となったが、リーグ表順位が上の五十嵐がA級昇級した。以降、下平は順位戦で昇級することはなく、結果的に、五十嵐の1勝によって下平の八段昇段は21年先になる。
1972年7月26日、持ち時間10分の早指し将棋選手権予選・対桜井昇戦で、列車事故のため5分遅刻し、遅刻時間の3倍加算で開始前からすでに時間切れで不戦敗のはずだった。しかし、理事会は事故と5分という遅刻を考慮し、下平に指すように指示した。下平は「規則に則り、遅刻した私は負けのはずだ」と主張したが、そのまま対局が開始された。お互いに角道を開けた後、3二銀と指し、角が取られ、わずか5手で投了した。
第29期（1974年度）C級1組順位戦でC級2組へ降級。翌期、7勝2敗で最終局を迎え、勝てば即C級1組に復帰するところであったが敗れた。
1984年4月、昇段規定に「勝数規定」が新設され、下平は七段昇段時からの勝ち星の積み上げで八段となる。翌年、現役を引退。
1993年、腎不全のため死去。享年68。

## 棋風
居飛車党で、指し方は序盤から様々である。
終盤の入口から敵玉をまっしぐらに攻める棋風で、勝局には鮮やかに寄せたり、あるいは、際どく余したりするなどきれいな勝ち方が多く、その中には大山康晴や升田幸三から挙げた勝利もある。

## 人物
日本将棋連盟の経理（出版）部長を長く務めた。

## 昇段履歴
- 1941年00月00日 ： 入門
- 1944年00月00日 ： 初段
- 1948年01月01日 ： 四段 = プロ入り
- 1949年04月01日 ： 六段（飛び昇段、順位戦C級における成績）
- 1958年04月01日 ： 七段（順位戦B級1組昇級）
- 1984年04月01日 ： 八段（勝数規定／八段昇段後190勝〈制度新設・同年5月25日総会で決定〉、七段で256勝）[2][3]
- 1985年04月01日 ： 引退

## 主な成績
優勝
- 東京新聞社杯高松宮賞争奪将棋選手権戦・高松宮賞　1回（1956年度 = 第1回）
- 日本一杯争奪戦　1回（1957年度 = 第1回）

優勝合計 2回
順位戦
自己最高 B級1組
キャリア
- 現役勤続25年表彰（1972年）